# Gaj (Rusko)
Gaj (rusky Гай) je město v Orenburské oblasti v Ruské federaci. Při sčítání lidu v roce 2010 mělo přes osmatřicet tisíc obyvatel.

## Poloha a doprava
Gaj leží na jižním okraji Jižního Uralu přibližně 330 kilometrů východně od Orenburgu, správního střediska oblasti. Bližší větší města jsou Orsk a Novotroick, obě přibližně pětatřicet kilometrů jižně u hranice s Kazachstánem.
Z Gaje vede do Orsku železniční trať sloužící pouze nákladní dopravě, která se v Orsku připojuje na železniční tratě Orenburg–Jekatěrinburg a Saratov–Čeljabinsk.

## Dějiny
Gaj (doslova česky „háj“) byl založen v roce 1959 v souvislosti s těžbou měděné rudy.

### Rodáci
- Olga Zubovová (* 1993), vzpěračka